# إيغور غابيلوندو
إيغور غابيلوندو ديل كامبو (بالإسبانية: Igor Gabilondo)، من مواليد 10 فبراير 1979 في دونوستيا في إسبانيا، لاعب كرة قدم إسباني.
بدأ مسيرته الكروية مع رديف نادي ريال سوسييداد في عام 1997، ولعب معهم حتى عام 2000، وشارك معهم في 119 مباراة وسجل 19 هدف، وفي عام 2000 انتقل إلى نادي ريال سوسييداد، ولعب معهم حتى عام 2006، وشارك معهم في 141 مباراة وسجل 16 هدف، ومنذ عام 2006 وهو يلعب مع نادي أثلتك بلباو.

## روابط خارجية
- إيغور غابيلوندو على موقع قاعدة بيانات كرة القدم.إي يو (الإنجليزية)
- إيغور غابيلوندو على موقع Soccerway.com (الإنجليزية)
- إيغور غابيلوندو على موقع عالم كرة القدم.نت (الإنجليزية)
- إيغور غابيلوندو على موقع كووورة